# Heteroderis
Heteroderis là một chi thực vật có hoa trong họ Cúc (Asteraceae).

## Loài
Chi Heteroderis gồm các loài: